# ナナフシ
ナナフシ（七節、竹節虫）は、ナナフシ目に属する昆虫の総称。「七節」の「七」は単に「たくさん」という程度の意味で、実際に体節を正しく7つもっているわけではない。また、「竹節虫」は中国語由来の表記である。stick insects、stick bugs、walkingsticks、stick animals、bug sticksなどの英名があり、トンボやガガンボとともにDevil's darning needlesとも呼ばれる。学名の "Phasmatodea" はギリシア語で「異様なもの」を意味する phasma と、高次の分類群を示す odea を合わせたもので、動物であるにもかかわらず植物に似ていることに由来する。学名についてはこの他に "Phasmida" や "Phasmatoptera" とする場合もある。学名に由来するphasmatodeans、phasmidsなどの他、ghost insectsという名称もあり、コノハムシ科はleaf insects、leaf-bugs、walking leaves、bug leavesなどと呼ばれる。木の枝や葉に擬態することで、捕食者からの発見を避けている。威嚇行動、棘、有毒な分泌物など、その他の捕食回避手段を有する種も知られる。Phryganistria 属、Ctenomorpha 属、Phobaeticus 属には、昆虫の中でも世界最長クラスの種が分類される。
南極大陸を除くすべての大陸に分布し、熱帯および亜熱帯地域において最も多様性が高い。草食性であり、樹冠に生息する。不完全変態であり、生活環は卵、幼虫、成虫の3段階に分かれる。多くの種は単為生殖を行い、雌は子孫を生むために受精を必要としない。雌は秋に卵を産んでから死に、春に新たな幼虫が孵化する。より暑い地域では、一年中繁殖することがある。一部の種は羽を持ち、飛翔して分散するが、他の種では移動が制限される。

## 形態

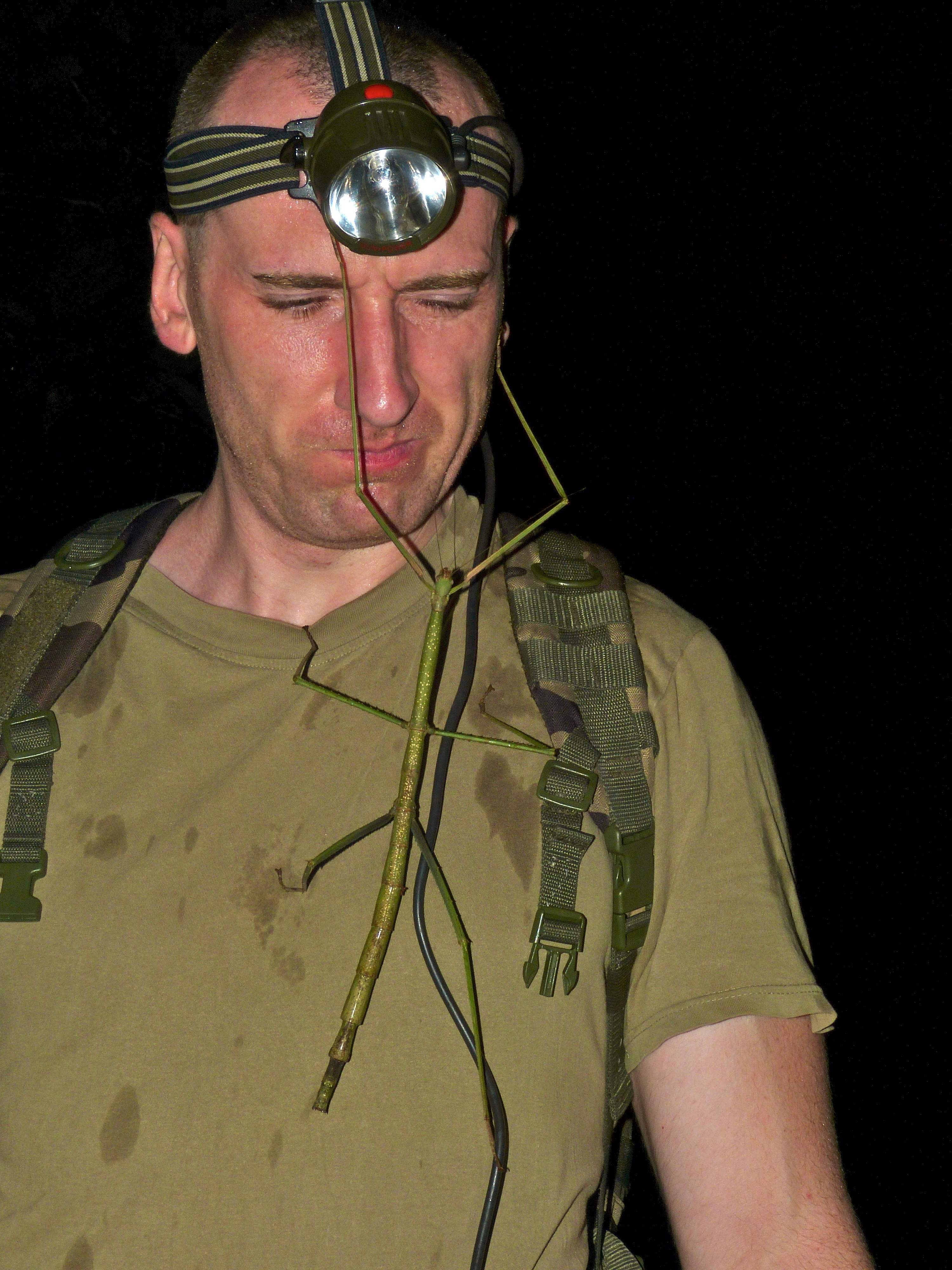
セラティペスオオトビナナフシと人との比較

大きさは様々だが、一般的に雌の方が大型化する。ティメマナナフシの雄は全長約2 cmと非常に小さい。一方、2014年8月に中国南部の広西チワン族自治区で発見されたキネンシスオオナナフシの雌は、脚を伸ばした全長が64 cmに達し、これまでに知られている昆虫の中でも最長の種だという。それまでは体長約35 cm、脚を伸ばした全長が55 cmに達するチャンオオナナフシが最長の種とされていた。最も重い種はサカダチコノハナナフシで、雌の体重は65 gに達する。
体形は円筒形の棒状の種もあれば、平らで葉のような形の種もある。この形態により葉や枝などの植物体に擬態している。また、硬い卵殻に覆われた卵も植物の種子に似ている。多くの種は翅を持たないか、翅が小さく退化している。退化の程度は様々で、雌雄とも完全な飛翔能力を有するものから、雄のみ飛翔能力を有するもの、雌雄とも完全に無翅のものまである。コノハムシの雌のように、上翅を有するものの飛翔能力は失われている例もある。翅を持つ種の胸部は飛翔筋があるため長く、翅の無い種では通常はるかに短い。前翅は狭く、ケラチン質であるため硬いが、後翅は幅広く、直線的な翅脈と、交差する翅脈が存在する。ナナフシ目の翅脈は昆虫の中でも独特である。体は植物に似ており、葉脈に似た隆起、樹皮のような節、その他の擬態のための形質を持つ。インドナナフシなどのいくつかの種は、周囲の環境に合わせて体色を変えることもできる。口器は頭部から突き出ている。咀嚼用の下顎は均一である。脚は典型的には細長く、種によっては自切が可能な場合もある。失われた脚は、自切が若齡幼虫時に行われたものであれば、脱皮とともに再生していくが、成長段階の終わりに近い時期の自切ほど再生され難く、終齡幼虫・成虫での自切は再生されない。細長い触角を持ち、種によっては体の他の部分と同じかそれよりも長い。

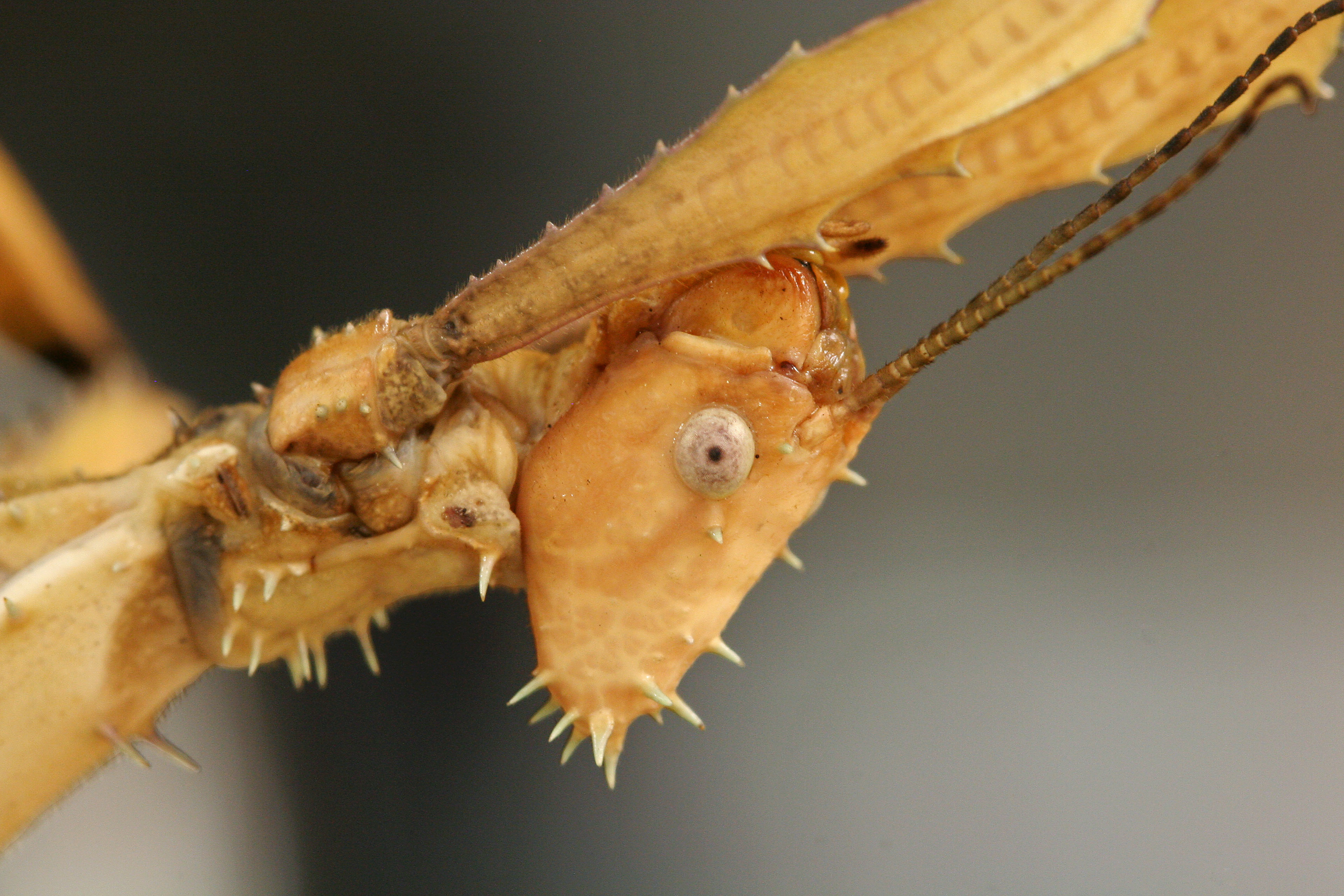
雌のティアラタムユウレイヒレアシナナフシの頭部

全ての種が複眼を持ち、光を感じるための単眼を持つのは、ナナフシ科、トビナナフシ亜科、Pseudophasmatidae、Palophinae、コノハムシ科の5つのグループのみである。最初の3つのグループは雌が単眼を持ち、単眼は羽と同様に進化の過程で一度失われ、再び獲得された形質だと考えられている。夜行性であるため優れた視覚を持ち、薄暗い場所でも詳細な認識が可能である。出生時は複眼も小さく、個眼の数も限られる。脱皮を経て成長するにつれて、個眼の数と光受容体の数が増える。成虫の眼の感度は、1齢幼虫の10倍以上である。目がより複雑になるにつれ、明暗の変化への適応も強化される。暗い場所では光を遮る色素が明るい場所よりも少なくなり、利用可能な光の変化に適応するための網膜層の幅の変化は、成虫ではより顕著になる。成虫の眼は大きいため、放射線による損傷を受けやすい。これにより、完全に成熟した個体はほとんど夜行性となる。孵化直後の個体は光に対する感受性が低いため、孵化した落ち葉から抜け出し、より明るく照らされた葉の上へと移動しやすい。若い個体は昼行性で、自由に動き回って摂餌範囲を広げる。
脚には2種類の吸盤があり、粘着性のあるつま先の吸盤と、非粘着性の跗節の吸盤がある。跗節の吸盤は微細な毛で覆われており、低圧で強い摩擦を生み出すため、歩くたびに力を入れずとも地面から離れる。粘着性のあるつま先の吸盤は、壁などを登る際に摩擦力を高めるために使用され、平らな地面では使われない。

## 分布
主に熱帯から温帯に分布する。南極とパタゴニアを除く世界中で見られ、熱帯と亜熱帯に最も多く分布する。最も多様性に富む地域は東南アジアと南アメリカで、続いてオーストラリア、中央アメリカ、アメリカ合衆国南部となっている。ボルネオ島には300種以上が分布し、世界で最もナナフシ目の多様性が高い地域である。

## 生態と行動

### 食性とその影響
草食であり、主に樹木や低木の葉を食べ、多くの新熱帯区では目立った構成要素となっている。そこではギャップにおいて優勢な草食動物であると仮定されている。森林生態系におけるナナフシ目の役割は多くの科学者によって重要であると考えられており、極相林における遷移と回復力の維持におけるギャップの重要性が強調されている。ナナフシ目は遷移初期の植物を消費することでその純生産量を低下させ、排泄によって土壌を豊かにする。これにより遷移後期の植物が定着し、熱帯林の循環が促進される。
ナナフシ目は葉を食い荒らすことで森林や日陰を作る木々に危害を加えることが知られている。オーストラリアの Didymuria violescens、Podacanthus wilkinsoni、Ctenomorphodes tessulatus、北米の Diapheromera femorata、南太平洋のココナッツ農園の Graeffea crouani は大発生を起こし、経済に影響を与えている。ミシガン州やウィスコンシン州では、ナナフシが公園やレクリエーション施設にあるオークなどの広葉樹の葉を食べ尽くし、問題になっている。アーカンソー州とオクラホマ州のウォシタ山地では、Diapheromera femorata の大発生が起こっている。葉身全体を食べ尽くすため、大発生時には木々全体が完全に葉を落とされることもある。数年にわたる継続的な落葉は、多くの場合樹木自体の枯死につながる。多くのナナフシは飛べないため、蔓延は通常半径数百ヤードに限定されている。しかし、しばしば地域の公園に高額な損害を生じさせる。蔓延した場合には通常、殺虫剤を用いて制御する。地上火災は卵を殺すのに効果的だが、明らかな欠点がある。ニューサウスウェールズ州では、寄生バチなどの天敵を使用してナナフシを制御する計画の実現可能性が調査された。

### 生活環

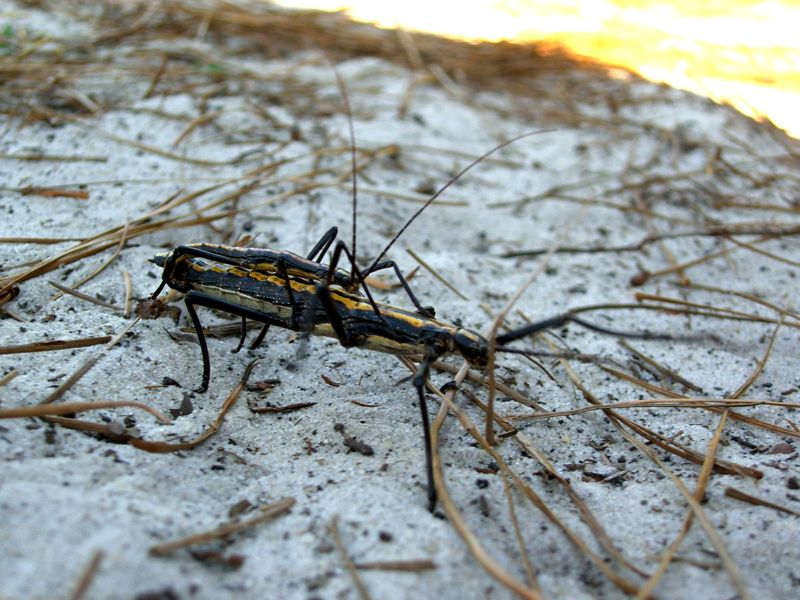
のつがい

不完全変態で成長し、幼虫は脱皮した皮膚を食べる。ほとんどの種は数か月で、5 - 6回の脱皮を経て成虫になる。寿命は種によって異なるが、数か月から最大3年である。繁殖形態は卵生であり、雌は産卵管または腹部全体を動かして卵を地面に落とすか、植物の葉腋に慎重に卵を置くか、土に掘った小さな穴に卵を埋めるか、卵を植物の茎または葉に貼り付ける。種によって異なるが、1匹の雌が100 - 1,200個の卵を産む。多くの種は単為生殖を行い、雌は雄と交尾をせずに卵を産んで子孫を残す。生まれた幼体は全て雌であり、母親と全く同じである。交雑を起源として生まれた種は通常絶対単為生殖型であり、有性生殖を行わないが、交雑を起源としない種は交尾能力を保持し、雄が存在すれば繁殖を行う。ナナフシモドキなどでは、非常に稀だが雄が見つかることもある。ただし、ナナフシモドキにおける稀な雄について、基礎生物学研究所、神戸大学、福島大学からなる共同研究グループは、形態的・行動的には正常である一方で、もはや雄としての生殖機能を完全に失っていることを明らかにした。

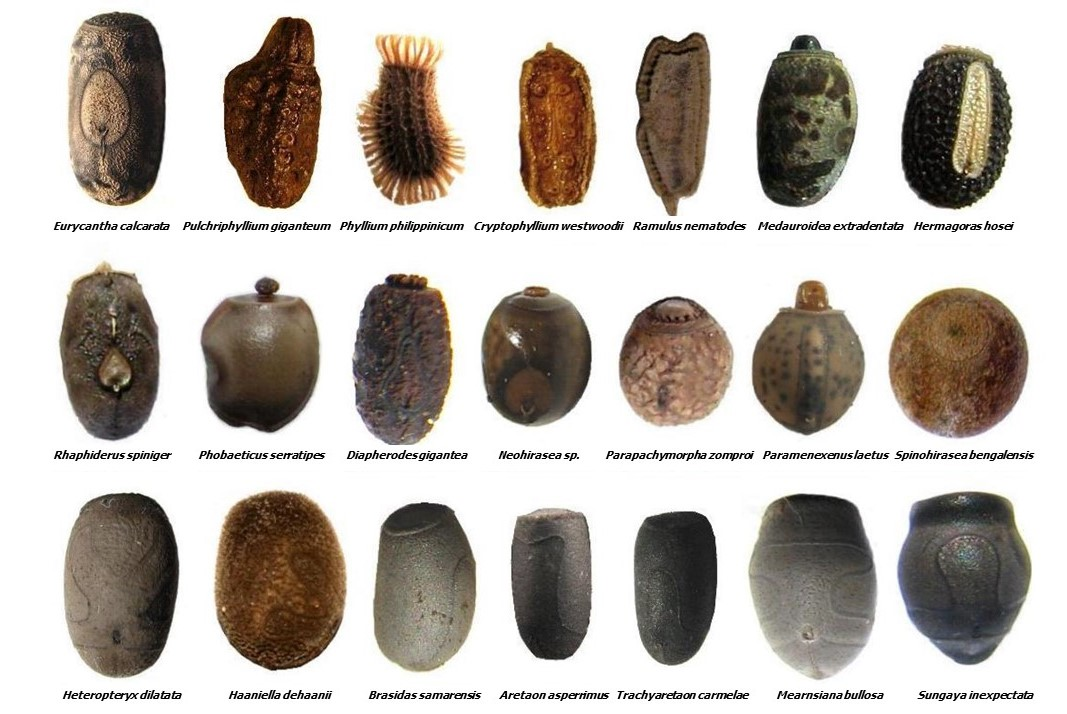
様々なナナフシ目の卵 (縮尺は異なる)

卵は形や大きさが植物の種子に似ており、硬い殻に覆われている。卵の前側には蓋のような構造があり、幼虫はそこから孵化する。卵が孵化するまでの期間は13日から70日以上と様々だが、平均は約20日から30日である。特に温帯地域に生息する種は休眠状態に入ることがあり、冬の間は発育が遅れる。昼の長さが短いことで休眠が始まるが、遺伝的に決まることもある。冬の寒さによって休眠状態が破れ、春になると卵が孵化する。Diapheromera femorata などの種では、休眠によって2年周期の大発生が起こる。
多くの種の卵では、脂肪分の多いこぶ状の突起が蓋に存在する。アリの幼虫が好んで食べる植物のエライオソームに似ているため、アリを利用していると考えられる。アリはナナフシの卵を植物の種と同様に巣の地下に運び、突起を取り除いて幼虫に与えるが、ナナフシの胚を傷つけることはない。卵はアリの巣の中で孵化し、幼体はアリに擬態している。やがて巣から出て、最も近い木に登って安全な葉の中に隠れる。産卵前の成虫が鳥類に捕食され、シュウ酸カルシウムから成る硬い卵殻に守られた卵が消化されずに遠方で糞とともに排泄されて孵化し、島嶼部などに分布を広げた可能性が、神戸大学、高知大学、東京農工大学などによる遺伝子分析に基づく研究で指摘されている。

### 行動
カマキリと同様に、リズミカルに左右に体を揺らす行動が知られている。一般的には風に揺れる植物を模倣し、擬態の効果を高める目的があると考えられている。これらの動きは、昆虫が物体を区別するためにも重要である可能性がある。ナナフシはあまり動かないため、前方の物体を識別するため、飛んだり走ったりする動作に代わって体を揺らしている可能性がある。
交尾行動が並外れて長い期間続く種も存在する。インドに分布する Necroscia sparaxes は、一度に79日間も交尾を続けることがある。この種では交尾姿勢を何週間も続けることは一般的であり、Diapheromera veliei と Diapheromera covilleae では、飼育下で3時間から136時間ペアが続くことがある。
雌を巡って雄同士は争うが、これは長期間のつがい関係が雌を精子競争から守るために進化した可能性を示唆している。D. veiliei と D. covilleae の2種では、雄同士の争いが観察されている。つがいの雄は他の雄が近づくと、把握器または鋤骨で雌の腹部を掴んで押し下げ、付着部位を塞ぐ。時折他の雄に向かって腿で殴りかかることもある。両性とも腿には大きな鉤状の棘があり、相手の体に押し付けて外皮を突き刺すことができる。雌の腹部を強く掴み、他の雄を腿で殴ることで、競争を阻止することができるが、他の雄がつがいの雌に受精させることが時々観察されている。つがいの雄が餌を食べていて背部を空けざるを得ない間に、他の雄は雌の腹部を掴んで性器を挿入することができる。他の雄を発見すると、つがいの雄は戦闘状態になり、雌の腹部を掴んだまま後ろに傾き、自由に動ける状態で、ボクシングのように前脚で素早く攻撃を仕掛ける。別の雄が雌の腹部を捉えると、つがいの雄は追い出される。

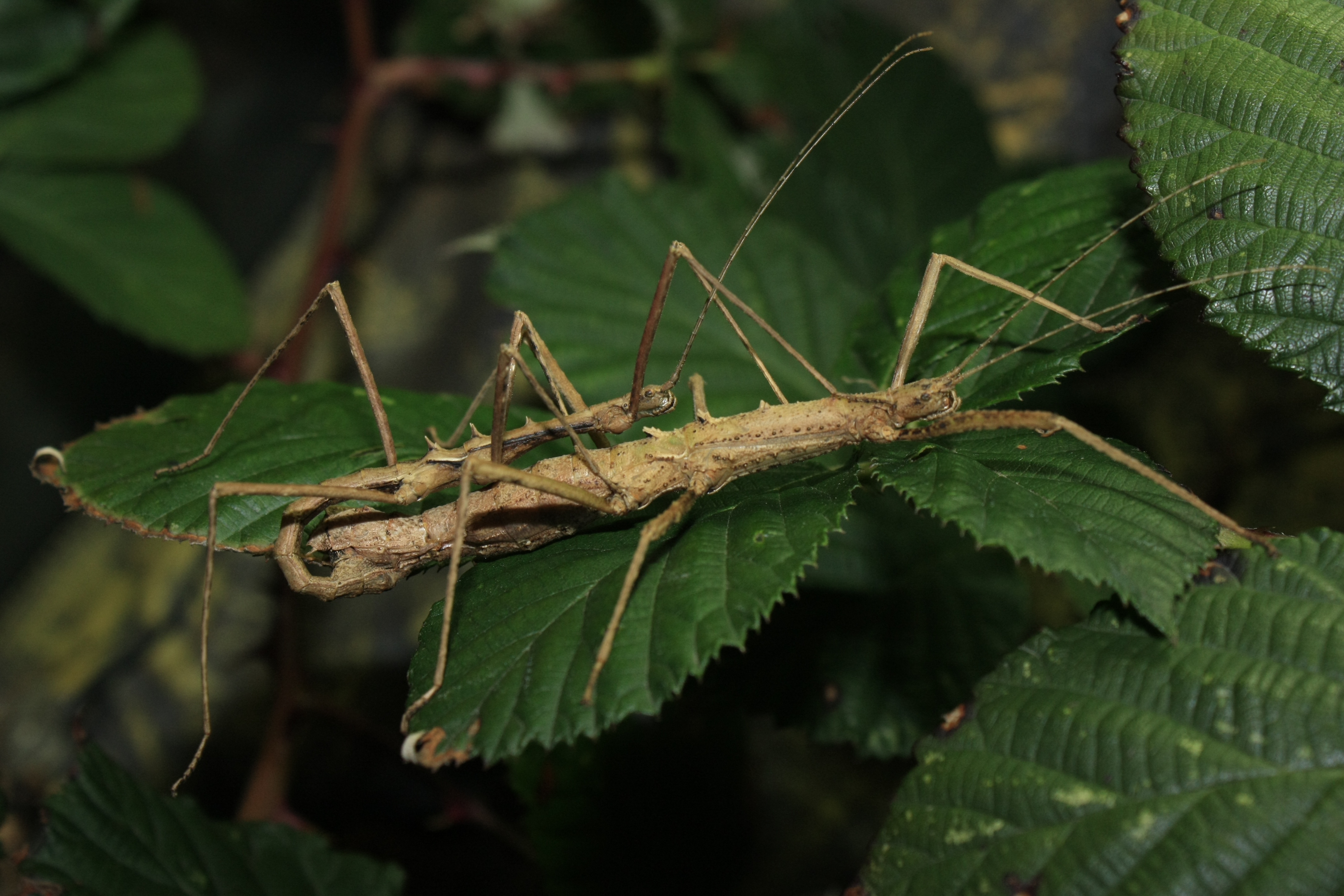
トゲナナフシ属の一種のつがい

長期間つがいを組む理由は、防衛の観点からも説明できる。つがいが分かれると、捕食者にとって扱いにくくなる。2匹がつがいになると、個体の分泌物や出血といった化学的防御が強化される。つがいになると、背中の雄が楯となる為、雌は捕食者の攻撃から生き延びやすくなる。これは雌による操作が行われていることを示す可能性がある。たとえば雌が射精を受け入れる速度が遅い場合、雄は交尾状態を長く維持せざるを得なくなり、雌の生存の可能性が高まる。有性生殖をおこなう種では、雌は雄よりも数が少なく希少であることが多いため、進化の過程で雌に長く執着する雄が生き残ってきた可能性もある。雄にとっては子孫を守るために自分の命を犠牲にすることにも価値がある可能性もある。一般的には雌の方がかなり大型化するが、これは雄が雌に密着したまま他の雄と争う際に、雌の動きを著しく妨げないという適応度上の利点があり、進化の過程で性的二形が生まれた可能性がある。
Anisomorpha buprestoides など、時々群れを形成する種も存在する。日中は集まって隠れており、夜になると別々に餌を探し、夜明け前に隠れ場所に戻ることが観察されている。このような行動はほとんど研究されておらず、どのようにして帰り道を見つけるのかは不明である。

### 捕食回避

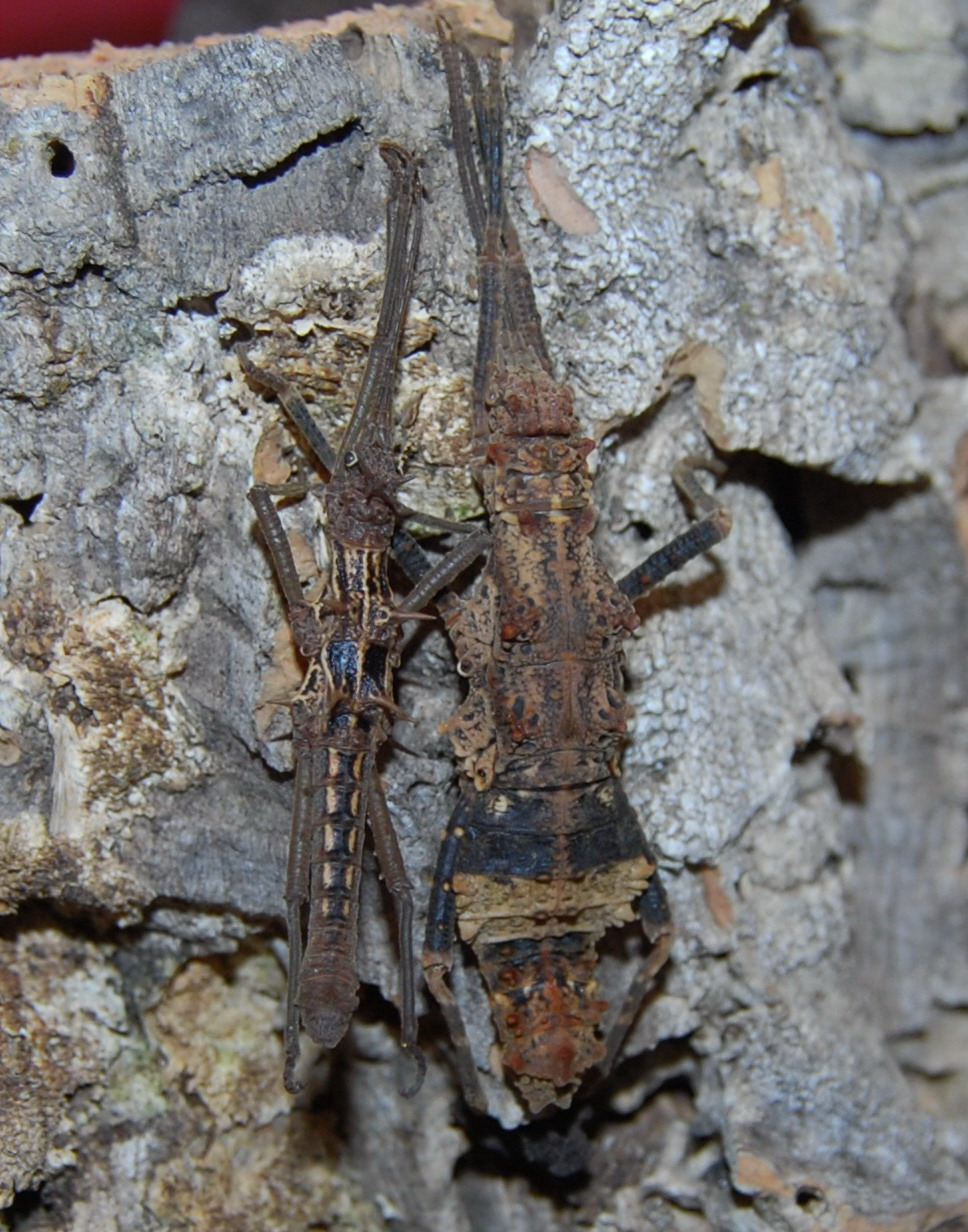
のつがいの擬態

捕食回避の手段として、そもそも攻撃されないための防御手段と、攻撃された際に行う防御手段を備えている。最も容易に識別できる防御手段は、植物への擬態である。ほとんどの種は枝や葉の形を模倣しており、Pseudodiacantha macklotti や Bactrododema centaurum など、コケや地衣類のような突起物を持つ種も知られる。そして動かないことで、自分を目立たせないようにしている。Bostra scabrinota、Timema californica など、周囲の環境に合わせて体色を変化させることのできる種も存在する。多くの種は体を左右に揺らすことがあり、風に揺れる葉や小枝の動きを模倣していると考えられている。カタレプシーになることで、硬直した姿勢を長時間維持し、擬態の効果を高めることができる。夜行性という生態も、捕食者から身を隠すことに役立っている。

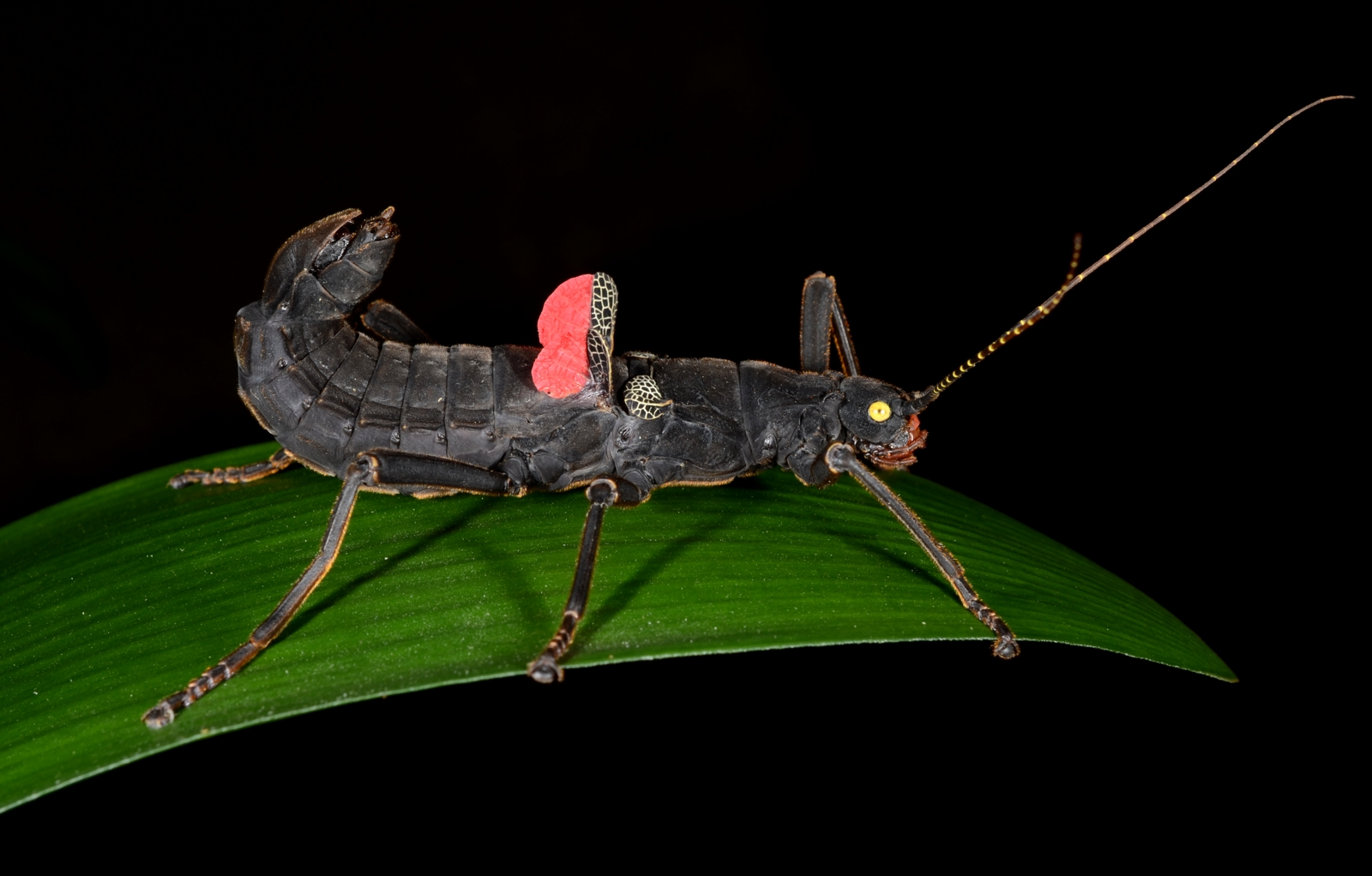
翅を広げて威嚇する

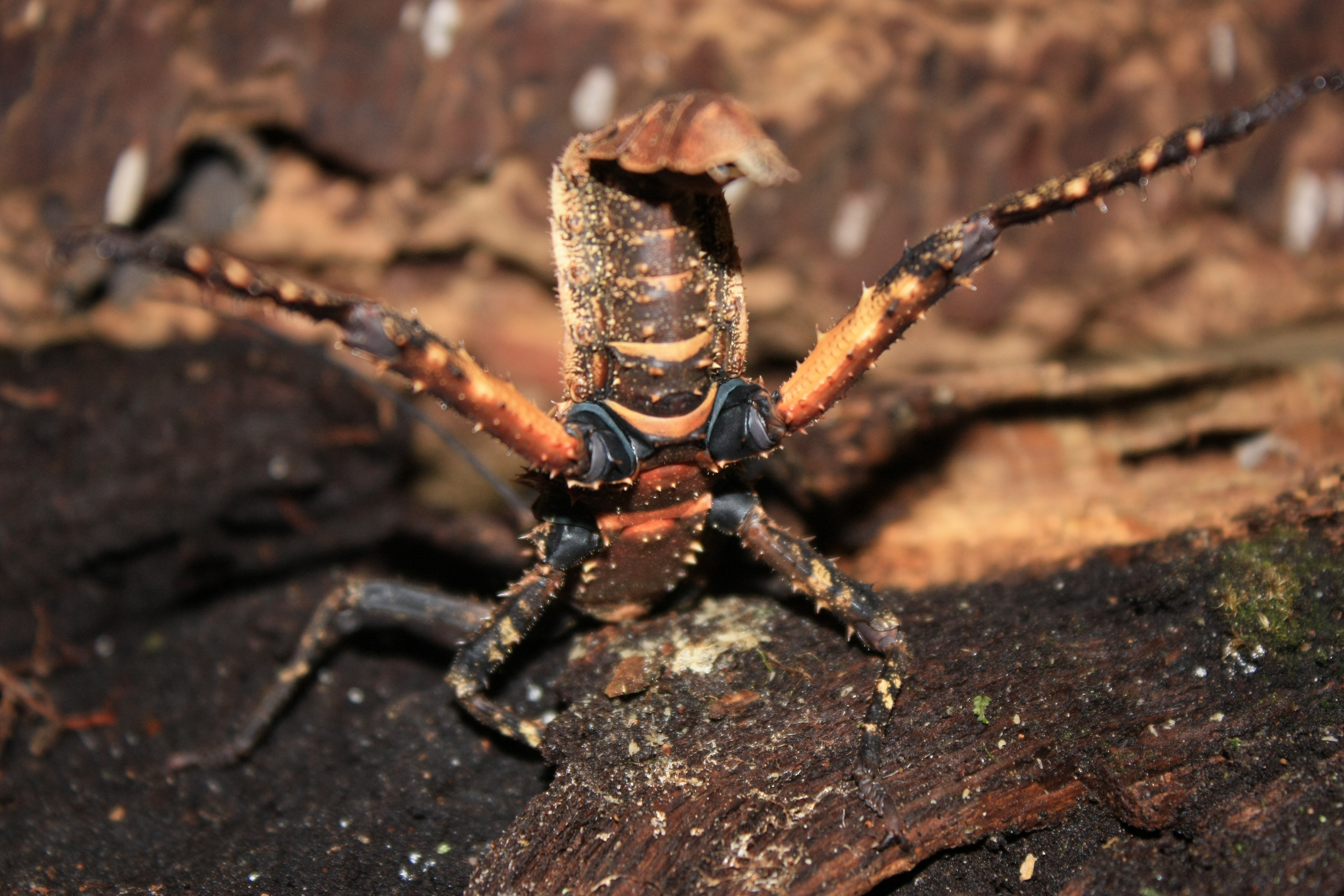
の雄の防御姿勢

多くの種は通常隠している鮮やかな部分を見せ、大きな音を出すことで、捕食者を驚かせようとする威嚇行動を行う。枝や葉の上で脅威を感じると、一部の種は下草に落ちて逃げる際、落下中に一瞬羽を広げて鮮やかな色を見せる。体を大きく見せるために、最大20分間鮮やかな色を見せ続ける種もいる。Pterinoxylus spinulosus など一部の種は、視覚的なディスプレイに加え、羽の一部をこすり合わせて音を立てることができる。
ティアラタムユウレイヒレアシナナフシの幼虫など一部の種では、腹部を丸めて体や頭の上に上げ、アリやサソリのような姿勢をとる。これは捕食を避けるための防御機構である。Diapheromera femorata など一部の種の卵には、アリを引き付けるためにエライオソームに似た肉質の突起がある。卵がアリの巣に運ばれると、アリは突起部分を幼虫に与え、ナナフシの卵は保護されたアリの巣の奥で成長するまで放置される。
Oncotophasma martini、トゲアシフトナナフシ、Eurycantha horrida、Diapheromera veliei、Diapheromera covilleae、サカダチコノハナナフシなどは、腿に鋭い棘を持っており、腹部を上方に丸め、脚を繰り返し振り回して天敵を攻撃する。人間がこれらのナナフシを掴んだ場合、棘によって出血とかなりの痛みを与えられる可能性がある。
いくつかの種は前胸の前端に一対の分泌腺を備えており、防御液を放出することができる。これには様々な効果のある化学物質が含まれており、独特な臭いを発するものもあれば、捕食者の目や口に焼けるような痛みを引き起こすものもある。分泌液には刺激臭のある揮発性の代謝物質が含まれることが多く、以前は食物とする植物から濃縮されていると考えられていた。現在では独自の防御化学物質を作っている可能性が高いと考えられている。Anisomorpha buprestoides の防御液の化学的性質には変異があり、ライフステージや個体群に基づいて変化することが示されている。この分泌液の変化はフロリダの個体群に特有な色彩変異でも起こっており、異なる変異型は異なる行動を示す。Megacrania nigrosulfurea の分泌液には抗菌成分が含まれており、パプアニューギニアのある部族では皮膚感染症の治療に使用されている。近距離防御分泌物を使用する種もあり、脅威を感じると脚の関節や外骨格の隙間から反射的に出血し、不快な化合物を含む血液で捕食者を追い払う。その他にも胃の内容物を吐き戻し、捕食者を追い払う場合もある。

## 分類

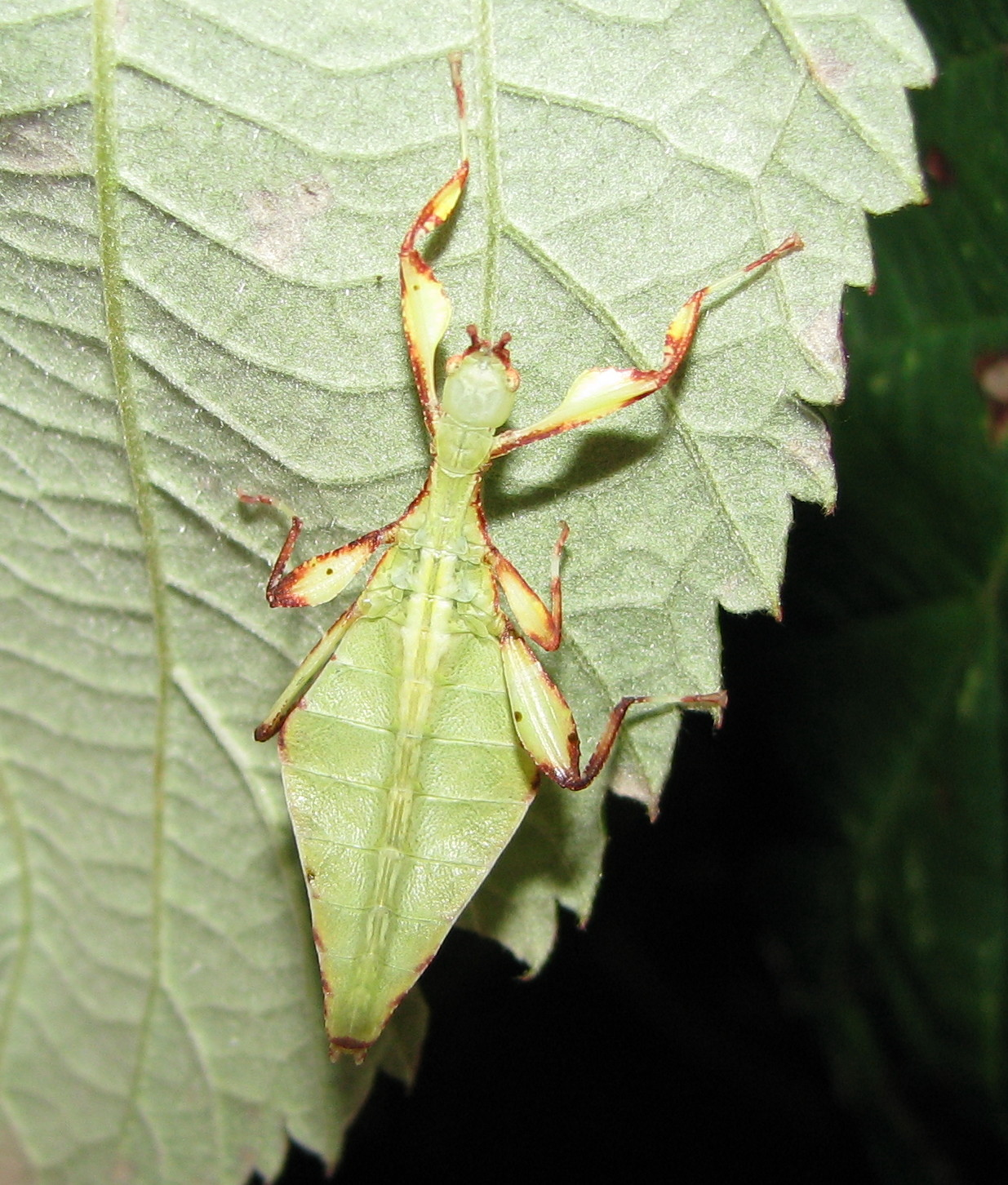
(コノハムシ科)

ナナフシ目の分類は複雑で、内部の系統関係は不明な点が多い。学名にも混乱があり、国際動物命名規約に従った "Phasmatodea" は広く受け入れられているが、BrockとMarshallは次のように主張している。
Phasmida は最も古く単純な学名で、Leachが1815年に『Brewster’s Edinburgh Encyclopaedia』第9巻の119頁で使用したのが始まりであり、主要な昆虫学の書籍、辞書、ナナフシ目に関する多くの論文で広く使用されている。正しい名称を選択する必要が無いため、長く使用されている単純な名称を使用することは合理的だが、全ての学者が同意する可能性は低い。
ゴキブリ目、カマキリ目、ガロアムシ目、カカトアルキ目、ハサミムシ目などが近縁とされているが、その所属は定かではなく、これらは纏めて「Orthopteroidea」とされるが、側系統群である可能性がある。ナナフシ目はかつて直翅目の亜目と考えられていたが、現在では独自の目として扱われている。解剖学的特徴により、直翅目とは異なる単系統群とされている。ナナフシ目の全種に共通する特徴として、前胸部にある防御のための一対の外分泌腺と、雄が交尾中に雌を固定するための特殊な硬皮が挙げられる。
ナナフシ目は2または3つの亜目に分けられる。伝統的には Anareolatae と Areolatae の2亜目に分けられており、中脛節と後脛節の先端の下側にある、陥没した円形の部分の有無で区別される。分類群の系統関係は十分に解明されていない。Anareolatae の単系統性は疑問視されており、卵の形態が分類の新たな基準になる可能性もある。アシブトナナフシ亜目 Agathemerodea (1属8種)、チビナナフシ亜目 Timematodea (1属21種)、残りをナナフシ亜目 Euphasmatodea (または Verophasmatodea)の3亜目に分ける見解もある。分子生物学的研究によると、アシブトナナフシ亜目はナナフシ亜目に含まれるという。最近の見解では2亜目が認められており、アシブトナナフシ科はナナフシ亜目内の Pseudophasmatoidea 上科に分類され、アシブトナナフシ亜目は疑問名として扱われている。
ナナフシ目のクラウングループの起源はペルム紀までさかのぼるという説もあるが、最も古い明確な分類群は、中期ジュラ紀に初めて出現し、通常2対の大きな羽を持つ Susumanioidea 上科である。現代のナナフシ目の祖先は前期白亜紀に初めて出現し、現在知られている最古のものは、ブラジルで約1億1300万年前のアプチアンの層から発見されたAraripephasmaであり、確実にナナフシ亜目に分類される。最も古いコノハムシ科の化石は、ドイツのメッセルで4700万年前の始新世の層から発見されたエオフェリウムである。大きさや葉のような体型は現存種によく似ており、その形態や生態が現代までほとんど変化していないことを示している。

## 下位分類
3,500種以上が記載されているが、博物館の標本と野生の両方で、多くの未記載種が存在している。
- チビナナフシ亜目 Timematodea - 21種[61] 原始的な系統と考えられている
  - チビナナフシ科 Timematidae
    - チビナナフシ属 Timema
- ナナフシ亜目 Euphasmatodea - 3535種[62] 現存種の大部分が分類される
  - Aschiphasmatoidea 上科
    - Aschiphasmatidae 科
    - Damasippoididae 科
    - Prisopodidae 科

  - Bacilloidea 上科
    - Anisacanthidae 科
    - Bacillidae 科
    - フトナナフシ科 Heteropterygidae

  - コノハムシ上科 Phyllioidea
    - コノハムシ科 Phylliidae

  - Pseudophasmatoidea 上科
    - アシブトナナフシ科 Agathemeridae
    - Heteronemiidae 科
    - Pseudophasmatidae 科

  - 旧 "Anareolatae"、現在はincertae sedis
    - Diapheromeridae 科
    - トゲナナフシ科 Lonchodidae
    - ナナフシ科 Phasmatidae

### 日本のナナフシ

#### フトナナフシ科
• コブナナフシ Orestes japonicus
体長：オス37-42 mm、メス45-51 mm。
分布：日本（九州（大隅半島）、沖縄本島、久米島、宮古島、西表島）、中国、台湾。
両性生殖を行う。

#### ナナフシ科

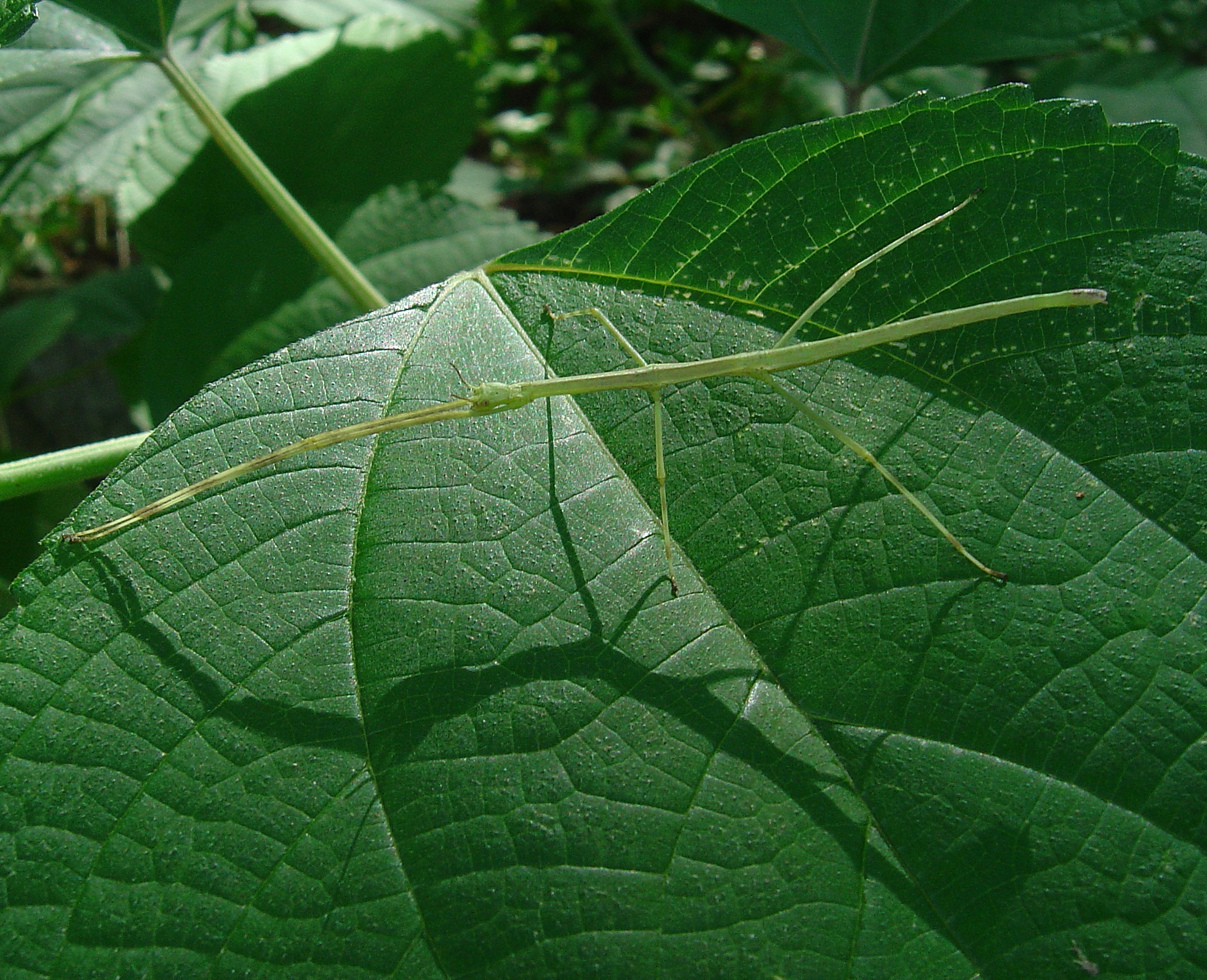
ナナフシモドキ

• ナナフシモドキ (ナナフシ) Ramulus mikado
体長：オス57-62 mm（非常に稀で数匹しか見つかっていない）、メス74-100 mm 。
分布：日本（本州（主に宮城・新潟県以南）、四国、九州）。
エダナナフシと混同する例が多いが、ナナフシモドキは触覚が短く、エダナナフシは長いことで見分けられる。
 • ヤエヤマトガリナナフシ (イシガキナナフシ) Entoria ishigakiensis
分布：日本（石垣島、西表島）、台湾。
トガリナナフシ属 Entoria にはいくつかの未記載種も含まれる。
 • ヤマトナナフシ Entoria japonica
原記載論文では Yoshihama で採集との記録。Shiraki（1935）では神奈川県 Yoshihama と記載。その後は記載がなく、詳細は不明。
 • オオナナフシ Entoria magna
原記載論文では Yoshihama で採集との記録。Shiraki（1935）では神奈川県 Yoshihama と記載。その後は記載がなく、詳細は不明。
 • オキナワトガリナナフシ Entoria nuda
分布：日本（沖縄本島、石垣島、大東諸島）。
オキナワナナフシ Entoria okinawaensis、ミヤコナナフシ Entoria miyakoensis （Shiraki, 1935）、ナゴナナフシ Entoria nagoensis （Shiraki, 1935）は同種。
 • Rhamphophasma japanicum （Brunner von Wattenwyl, 1907）
分布：日本。和名などの詳細は不明。
 • ツダナナフシ Megacrania tsudai
分布：日本（宮古島、石垣島、西表島）、台湾。
かつて八重山諸島の個体群はヤエヤマツダナナフシと呼ばれていたが、現在は台湾の個体群と同種とされている。

#### トゲナナフシ科
• トゲナナフシ Neohirasea japonica （de Haan, 1842）

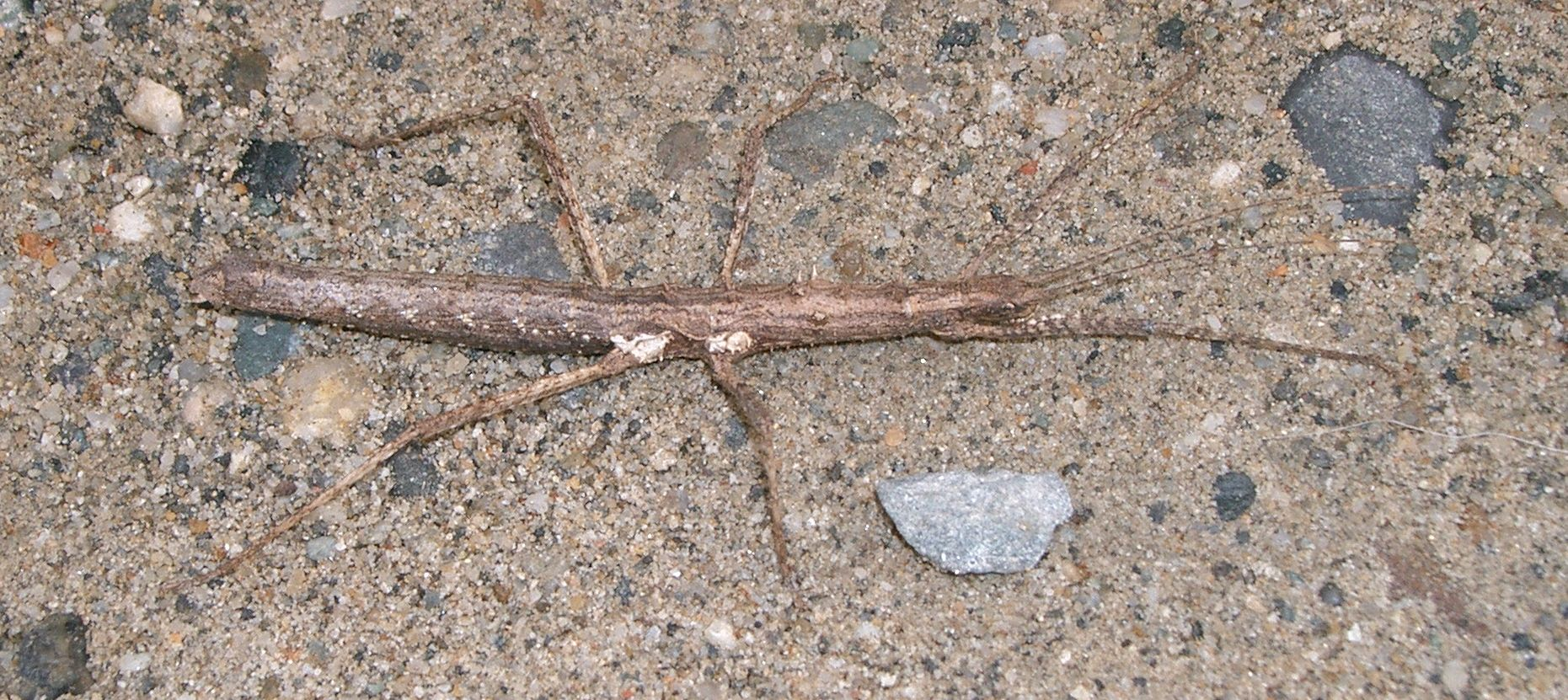
トゲナナフシ

体長：メス57-75 mm。
分布：日本（主に福島県以西の本州、四国、九州、奄美大島、沖永良部島、沖縄島（移入））。
トゲナナフシモドキ Neohirasea lugens （Brunner von Wattenwyl, 1907）は同種。
 • エダナナフシ Phraortes elongatus

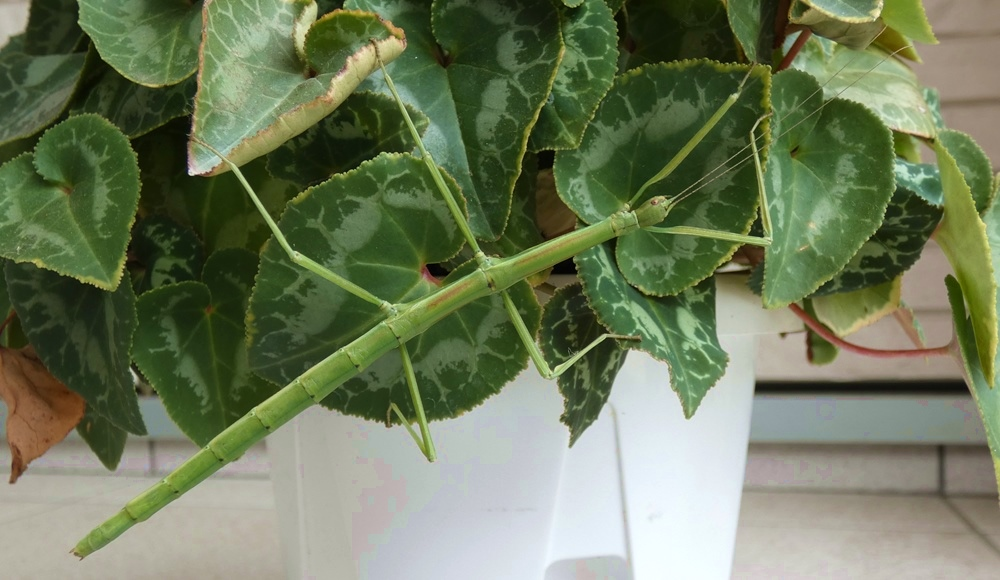
エダナナフシ

体長：オス65-82 mm、メス82-110 mm。
分布：日本（本州、四国、九州）、台湾。
体色は緑色型、茶褐色型、灰褐色型と様々である。日当たりの良い雑木林などで見られる。食性はサクラ、ノイバラ、カシ、コナラなど様々。都市近郊にも多く生息する普通種。よく似たナナフシモドキとは触覚の長さで区別される。エダナナフシ属 Phraortes には未記載種を含め他にもいくつかの種が日本から知られている。本種は本州から九州に分布するとされているが、2017年に北海道内で初めて発見されている。
 • コウヤナナフシ Phraortes koyasanensis
体長：オス70-74 mm、メス83-89 mm。
分布：日本（本州、四国）。
体色は金緑色、赤褐色、灰褐色など。サクラ、キイチゴ、コナラなどを食す。
 • ニホントビナナフシ Micadina phluctainoides （Rehn, 1904）

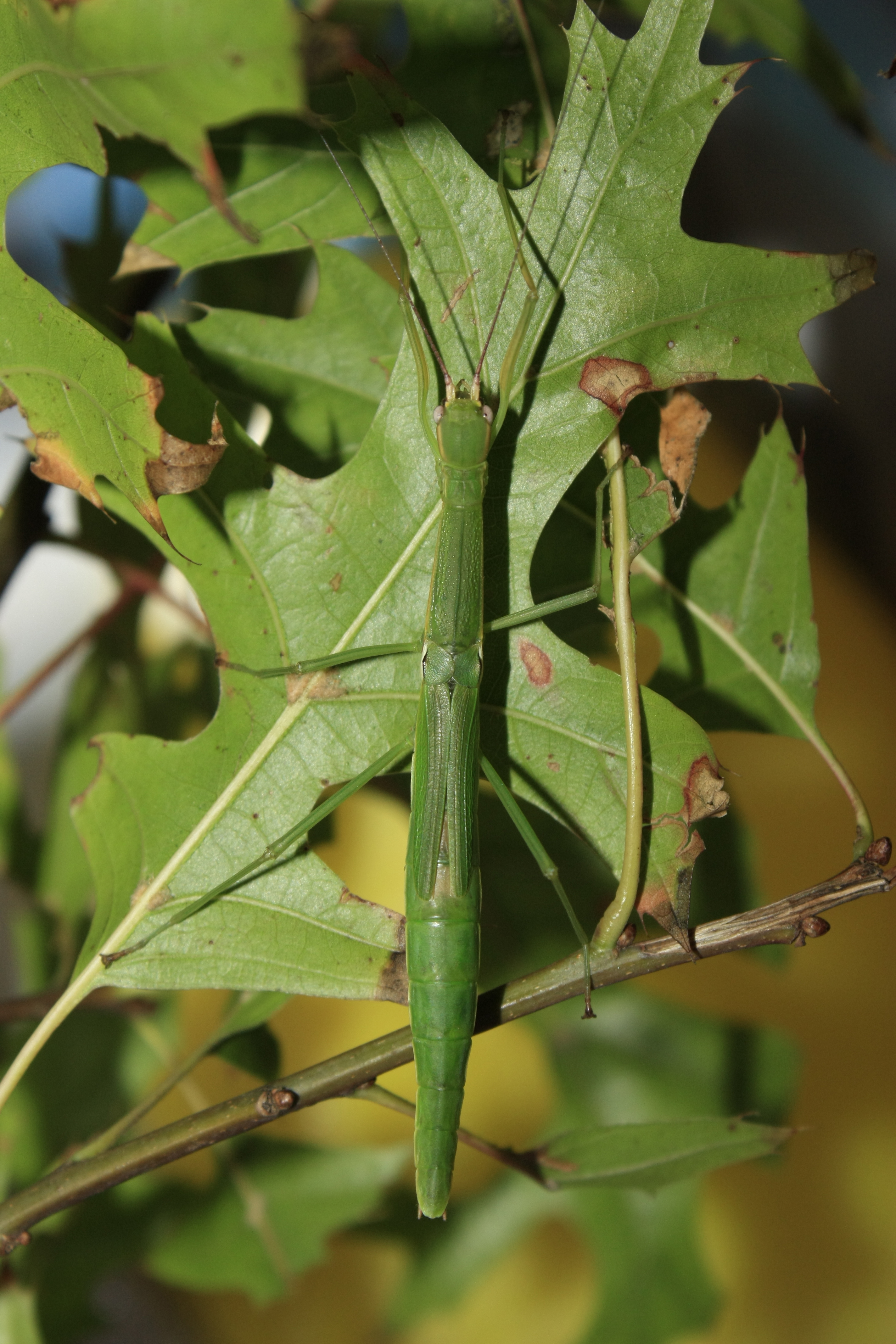
ニホントビナナフシ

体長：オス36-40 mm、メス46-56 mm。
分布：日本（主に茨城県以西の本州、四国、九州、奄美大島、沖縄本島、久米島）。
本州の個体は単為生殖を行うが屋久島以南の個体は両性生殖。リュウキュウトビナナフシ Micadina rotundata （Shiraki, 1935）は同種。
 • ヤスマツトビナナフシ Micadina yasumatsui （Shiraki, 1935）
分布：日本（北海道、本州、四国、九州）。
単為生殖を行い、オスは未知。
 • シラキトビナナフシ Micadina fagi （Ichikawa and Okada, 2008）
分布：日本（北海道、本州、四国）。
単為生殖を行い、オスは未知。
 • ミヤコエダナナフシ Phraortes miyakoensis （Shiraki, 1935）
分布：日本（沖縄本島、宮古島、石垣島、西表島）。
 • タイワントビナナフシ Sipyloidea sipylus （Westwood, 1859）
分布：日本（九州、奄美大島、沖永良部島、沖縄本島、石垣島、西表島）、中国、台湾、東南アジア。
単為生殖を行い、オスは非常に稀。

### 海外のナナフシ

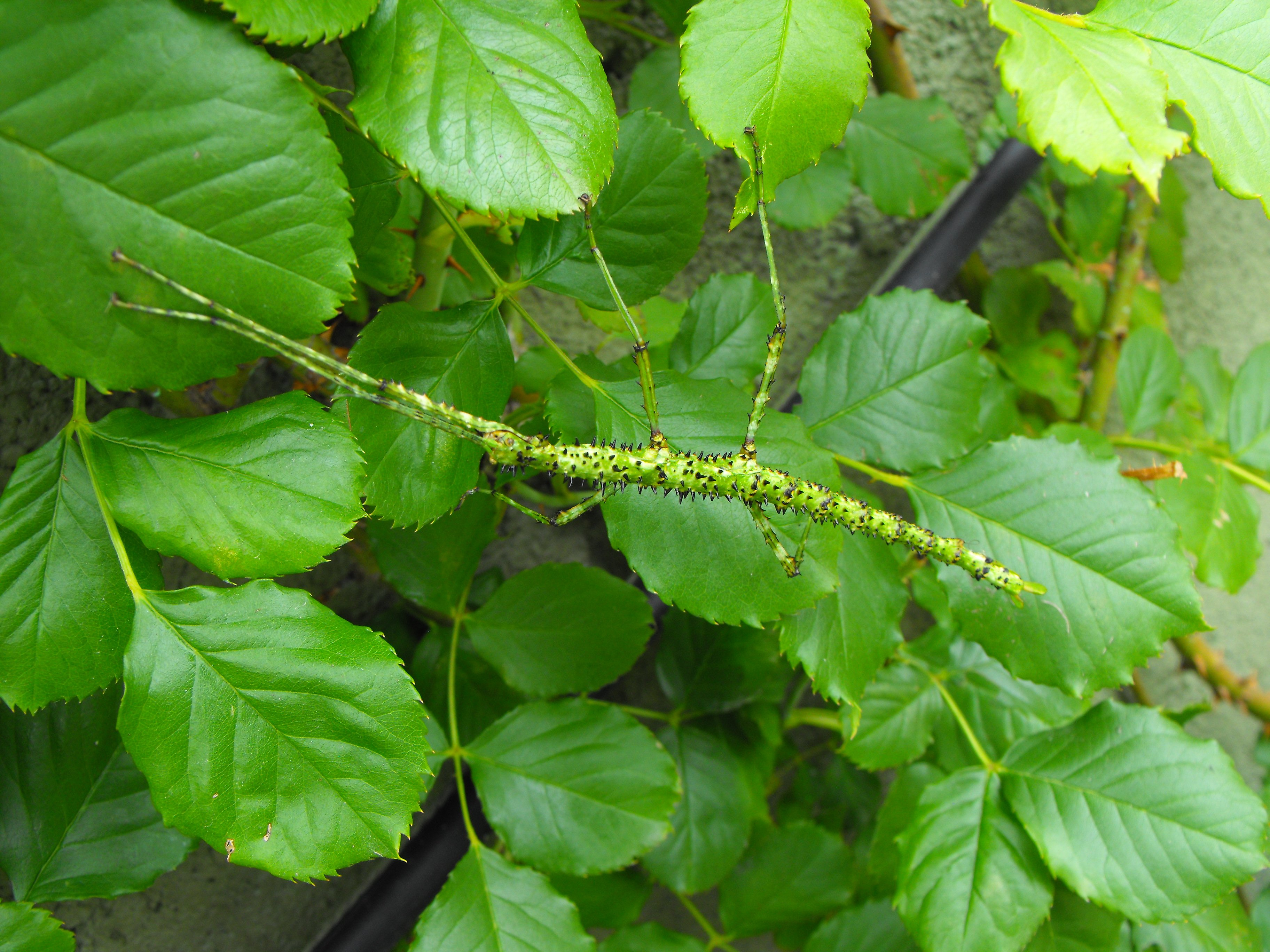
はニュージーランド原産の種で、単為生殖を行う種だが、外来種として定着したイギリスで、2016年に雄が初めて発見された。

ロードハウナナフシは絶滅したと思われていたが、オーストラリア東方の岩礁ボールズ・ピラミッドで生き残っていたことが再発見された。インドナナフシ Carausius morosus はおよそ10 cmまで成長し、単為生殖する。実験動物として使用されることもあり、雄も稀に記録されている。
絶滅種である Eoprephasma hichensi の化石が、ワシントン州およびブリティッシュコロンビア州のヤプレシアンの堆積物から発見された。この種は Susumanioidea のステムグループの中で最も若い種の一つである。
その他にも大型で翅の大きなニューギニアオオトビナナフシや、その近縁種であるレイノワルディティオオトビナナフシ、枯葉のようなポパユウレイヒレアシナナフシ、棘のあるノリメタンゲレナナフシなどが知られる。

## 人との関わり

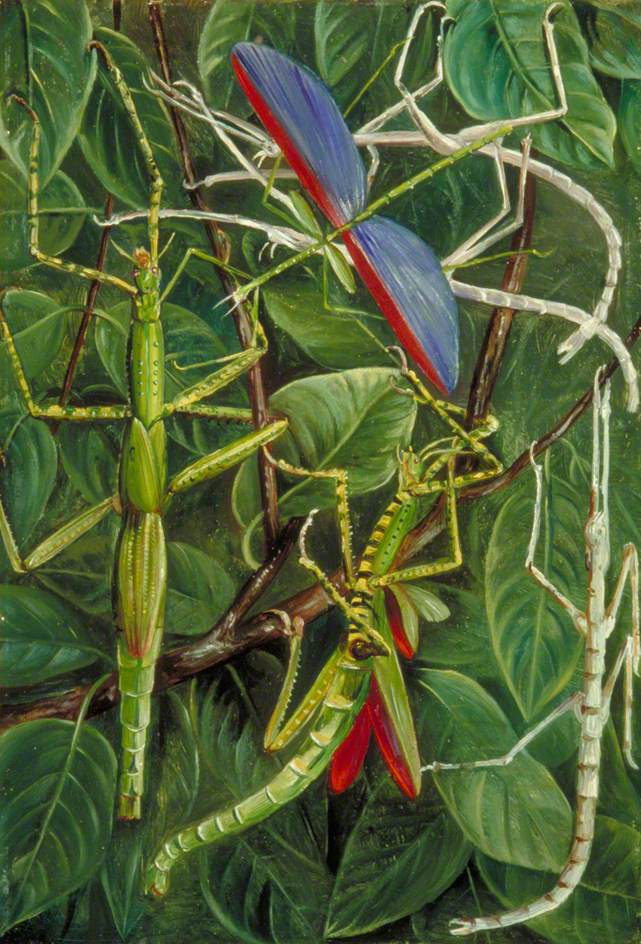
マリアンヌ・ノースの絵画

飼育されることがあり、実験用や愛玩用に約300種が飼育されている。インドナナフシは最も一般的に飼育されている種で、レタスなどの野菜を食べる。特定の植物を食べたウェルシルブラオオトビナナフシの糞は、マレーシアの中国人によって病気の治療目的で飲まれる茶の材料となる。植物画家のマリアンヌ・ノースは、1870年代の旅で見たコノハムシやナナフシを描いた。
サラワク州の部族はナナフシ目とその卵を食べる。ダントルカストー諸島の先住民によって、伝統的に特定のナナフシの足から釣り針が作られている。
ナナフシの歩行方法を分析し、これを6足歩行ロボットに応用する研究が行われてきた。1つの集中した制御システムではなく、ナナフシの各脚は独立して動作するようである。ナナフシは自重の40倍の重量を運搬することができ、従来は自重の1/20程度の重さしか運べなかった産業用ロボットを改良するためミュンヘン工科大学などで幅広く研究され、ナナフシモデルと呼ばれる6脚ロボットが開発されている。
オーストラリアとハワイでは、ゴライアスオオトビナナフシ、ティアラタムユウレイヒレアシナナフシ、Tropidoderus childrenii など、多くの種類のナナフシがエキゾチックペットとして飼育されている。ナナフシをペットとして飼う習慣は、おそらく第二次世界大戦、朝鮮戦争、またはベトナム戦争中に中国人、日本人、またはベトナム人の移民によってオーストラリアにもたらされた。ナナフシは漢王朝の時代からペットとして飼育されており、コオロギと同様に幸運と富をもたらすと信じられていた。
ビデオゲーム『ディスコ エリジウム』には、ナナフシのような未確認生物が登場する。日本のナナフシが揺れる動画が、釣り動画として2020年にインターネットミームになった。

## 画像

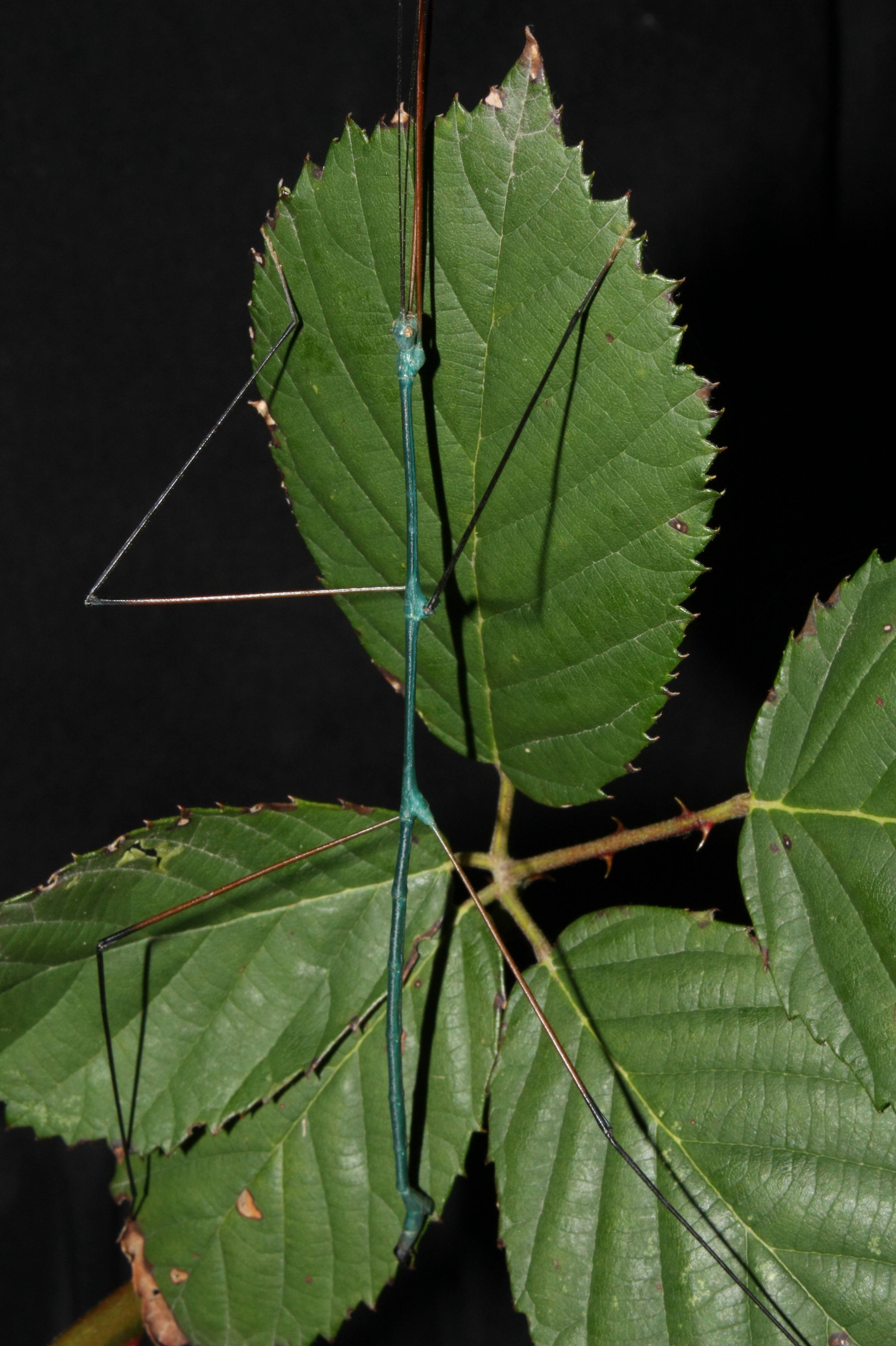
ネマトーダナナフシ Ramulus nematodes
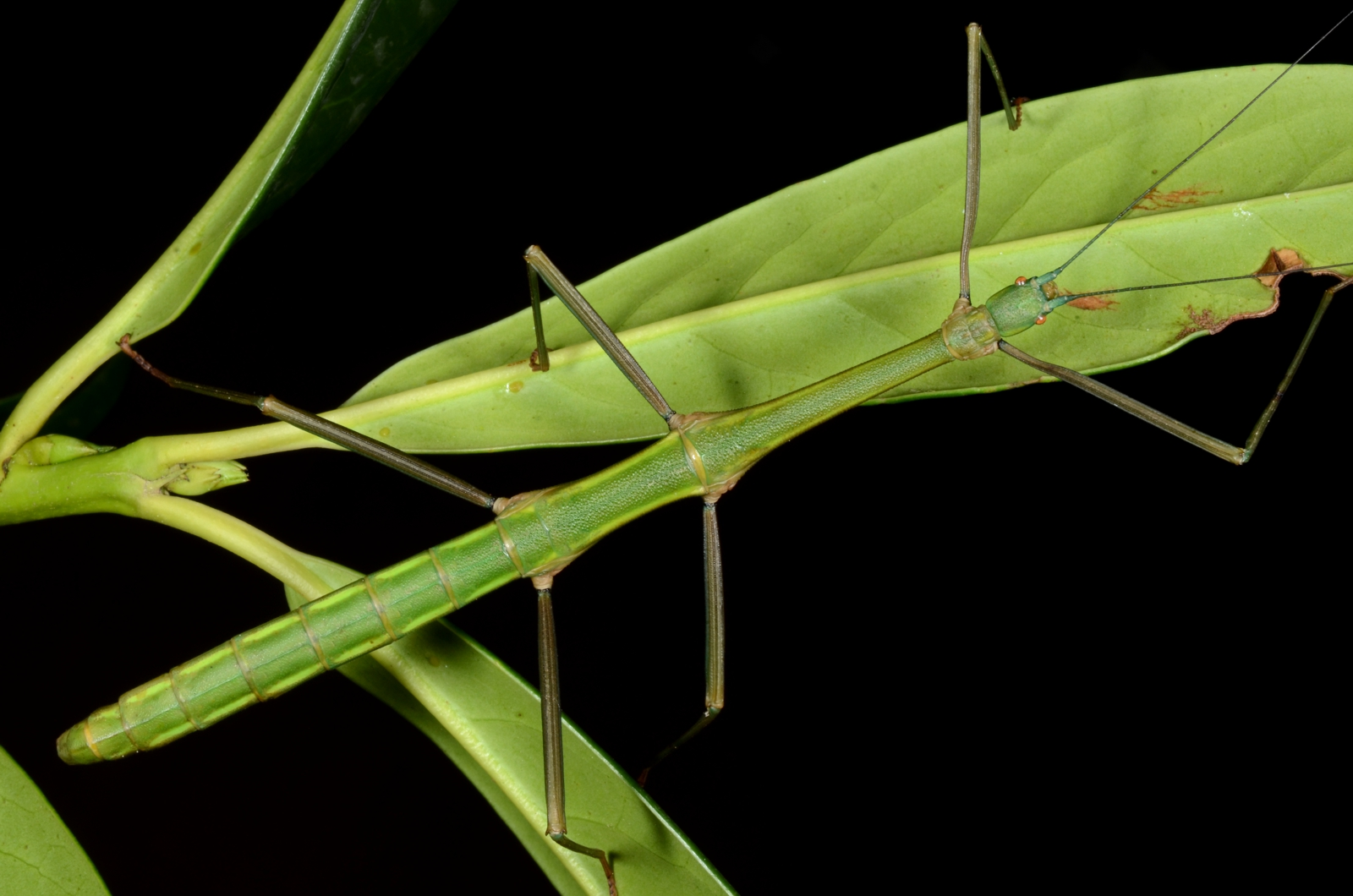
Periphetes quezonicus
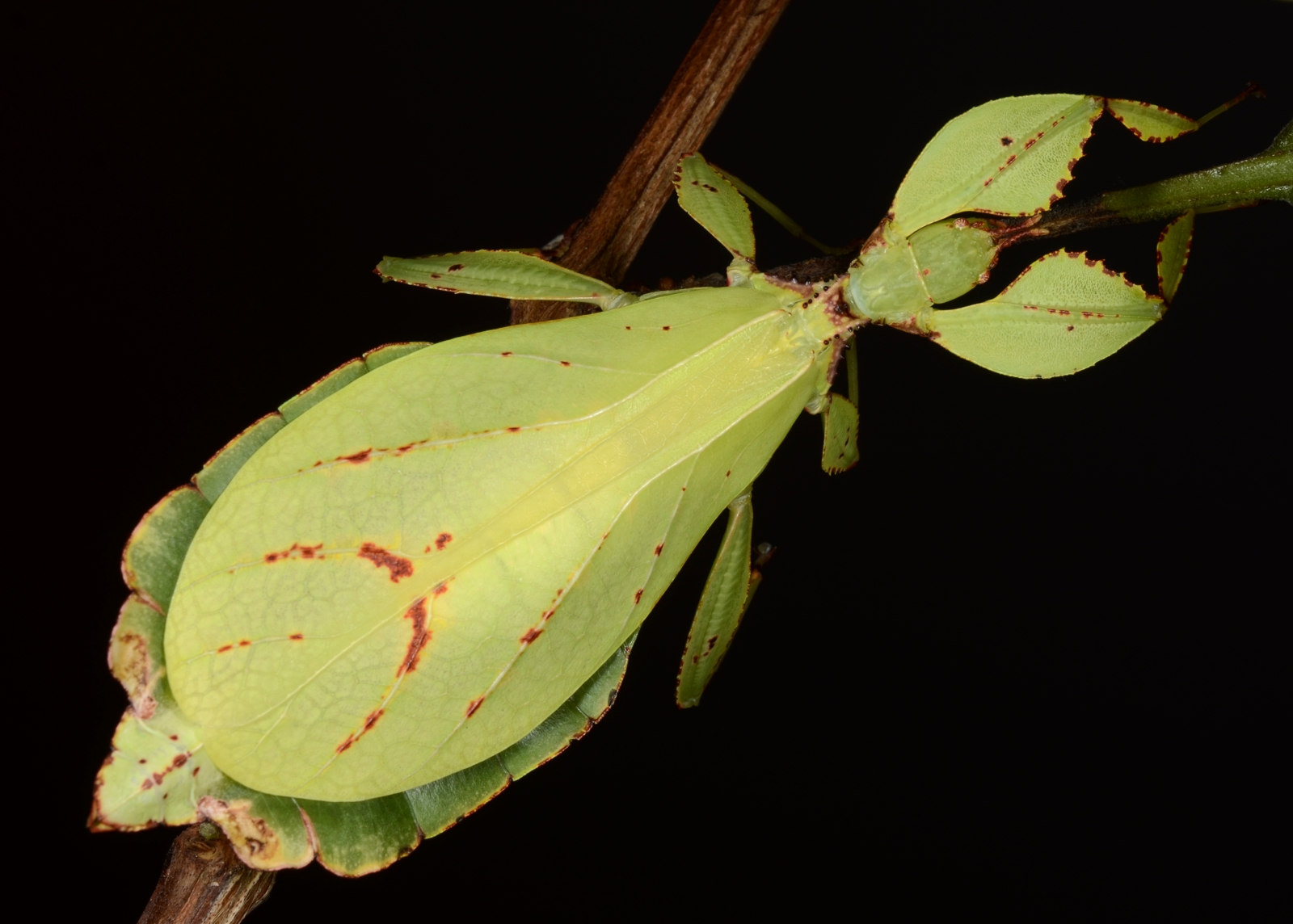
Phyllium philippinicum